# Alcíone (Plèiade)
Segons la mitologia grega, Alcíone (grec antic: Ἁλκυόνη, Halkuṓne, Alcyone) va ser una de les Plèiades, filla d'Atlas i de Plèione.
Fou amant de Posidó, amb el qual va tindre Hirieu.